# Fekete (Románia)
Fekete (románul: Fânațe) falu Romániában, Maros megyében. Közigazgatásilag Mezőbánd községhez tartozik.

## Fekvése
A Mezőség délkeleti részén fekszik, Mezőbándtól 6 km-re északnyugatra.

## Története
Fekete nevét 1332-ben sacerdos de Feketeluk néven említette először oklevél, majd 1334-ben sacerdos de Fekete néven mint székely lakosságú egyházas hely volt említve.
Későbbi névváltozatai: 1588-ban pr. Fekethe, 1603-ban Fekete totaliter deserta est Fekete.